# Easy Edges

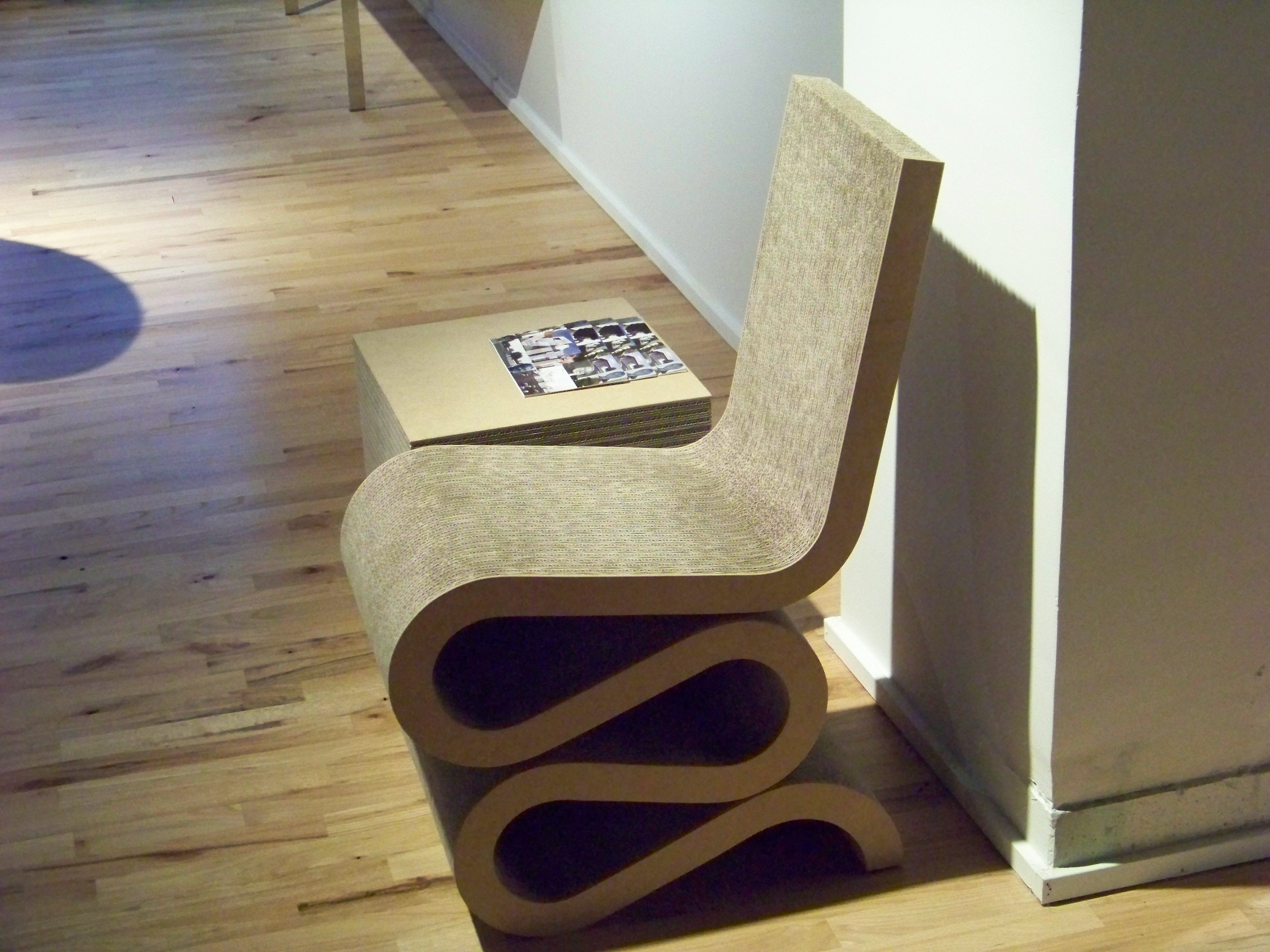
Scaun din seria Easy Edges

Easy Edges (în română, easy = ușor(i)/ușoară(e) și edge(s) = margine(i)), este numele generic dat unei serii de piese de mobilier (în majoritate scaune) realizate de arhitectul și designerul Frank Gehry între anii 1969 și 1973 folosind carton presat și plăci laminate de lemn. Aceste lucrări timpurii au stat, printre alte realizări remarcabile ale arhitectului deconstructivist, la baza recunoașterii largi a lui Gehry la începutul  anilor 1970.
După descoperirea creșterii aproape exponențiale a rezistenței plăcilor de carton și a plăcilor laminate lipite la cald (conform noțiuni din engleză, en  cardboard), Gehry a creat o altă serie de piese de mobilier numite tot generic "Easy Edges Wiggle Side Chair", pentru a folosi la întreg potențialul rezistența și versatilitatea acestui material îndeobște minimalizat. Un strat din omogenul material cunoscut ca hardboard se adaugă suprafețelor plate pentru mărirea rezistenței și durabilității structurilor.
Utilizarea de către Gehry a cartonului presat, respectiv a plăcilor aglomerate și laminate demonstrează grija sa fundamentală de a folosi creativ și neconvențional materiale aflate la îndemînă, manipulîndu-le astfel încît realizarea de "obiecte funcționale dar totodată șocant vizuale" să se poată realiza în stilul designului industrial și al producției de masă.